# Семантическое поле
Семанти́ческое по́ле — самая крупная смысловая парадигма, объединяющая слова различных частей речи, значения которых имеют один общий семантический признак.
Например: СП «свет» — свет, вспышка, молния, сиять, сверкать, светлый, ярко и другое.

## Доминанта
Для упорядочивания поля выделяют доминанту в поле.
Доминанта — слово, которое может служить наименованием поля в целом. Доминанта входит в состав поля.

### Поля
Поля бывают синонимические и гипонимические. В синонимическом поле доминанта входит в состав поля наравне с другими членами этого поля. Если же доминанта возвышается над другими элементами поля, то такое поле называется гипонимическим.

## Семантические признаки
Дифференциальным семантическим признаком является сема.